# 青山重成
青山 重成（あおやま しげなり）は、戦国時代から安土桃山時代にかけての武将。徳川家の家臣。

## 略歴
松平広忠、徳川家康の2代に仕える。小豆坂の戦いや桶狭間の戦いに兄忠門と共に従軍した。
永禄6年（1563年）三河一向一揆平定にも忠門らと共に武功を立てた。